# Israa Hamwiah
Israa Hamwiah (tiếng Ả Rập: إسراء حموية, sinh ngày 11 tháng 2 năm 1991 ở Homs) là một cầu thủ bóng đá người Syria hiện tại thi đấu cho Al-Malkiya.